# Lisa Joy
Pour les articles homonymes, voir Joy.
Lisa Joy est une scénariste, réalisatrice et productrice déléguée américaine, née le 10 mai 1972 dans le New Jersey (États-Unis). Elle est principalement connue pour la série télévisée Westworld, diffusée par la chaîne HBO, dont elle est cocréatrice et productrice déléguée.

## Biographie
Lisa Joy est issue de la première génération d'Américains d'origine asiatique. Avant sa carrière dans le divertissement, elle était juriste en Californie. Elle est diplômée de l'École de Droit de Harvard.
À la fin des années 2000, elle participe à l'écriture de plusieurs épisodes des séries télévisées Burn Notice (pour laquelle elle est également coproductrice) et Pushing Daisies.
Entre 2016 et 2022, Lisa Joy participe à l'écriture de Westworld, série télévisée ayant reçu 54 nominations aux Emmy Award de 2017 à 2020.
Elle fait ses débuts comme réalisatrice en mettant en scène un épisode de Westworld en 2018 avant de réaliser son tout premier long métrage pour lequel elle est aussi productrice et scénariste, Reminiscence, sorti en 2021.
En 2022, elle est productrice déléguée, avec Jonathan Nolan, de la série télévisée Périphériques, les mondes de Flynne (The Peripheral), adaptation du roman de science-fiction Périphériques de William Gibson.
En 2023, Lisa Joy est choisie comme présidente du festival français Séries Mania.

### Vie privée
Lisa Joy est mariée au scénariste Jonathan Nolan, frère cadet du réalisateur Christopher Nolan. Ils se sont rencontrés lors de la première du film de Christopher Nolan Memento,.

## Filmographie
Sauf indication contraire, les informations mentionnées dans cette section peuvent être confirmées par la base de données cinématographiques IMDb,  présente dans la section « Liens externes ».

### Scénariste
- 2007-2009 : Pushing Daisies (série TV) - 3 épisodes
- 2009-2011 : Burn Notice (série TV) - 4 épisodes
- 2016-2022 : Westworld (série TV) - plusieurs épisodes (également cocréatrice)
- 2021 : Reminiscence
- 2024 - : Fallout (série télévisée)

### Productrice / productrice déléguée
- 2011 : Burn Notice (série TV) - 15 épisodes
- 2016-2022 : Westworld (série TV)
- 2021 : Reminiscence d'elle-même
- 2022 - : Périphériques, les mondes de Flynne (The Peripheral) (série TV)
- 2024 - : Fallout (série télévisée)
- Prochainement : The Son (mini-série)

### Réalisatrice
- 2018 : Westworld (série TV) - 1 épisode
- 2021 : Reminiscence